# نات شابيرو
نات شابيرو (بالإنجليزية: Nat Shapiro)‏ هو ناقد موسيقي وملحن وصحفي ومنتج أسطوانات ومؤلف أمريكي، ولد في 27 سبتمبر 1922 في نيويورك في الولايات المتحدة، وتوفي بنفس المكان في 15 ديسمبر 1983.

## وصلات خارجية
- نات شابيرو على موقع ميوزك برينز (الإنجليزية)
- نات شابيرو على موقع أول ميوزيك (الإنجليزية)